# Operatie Jurist
Operatie Jurist was de codenaam voor de geallieerde bezetting van het eiland Penang.

## Geschiedenis
Na de capitulatie van Japan op 15 augustus 1945, wilden de geallieerden het eiland Penang, aan de westkust van Malakka bezetten. Op 18 augustus 1945 landden geallieerden troepen op het eiland en namen het zonder tegenstand in. 